# La Métamorphose
Pour les articles homonymes, voir Métamorphose.
La Métamorphose (Die Verwandlung) est un roman court écrit par Franz Kafka en 1912 et publié en 1915. Il s'agit d'une de ses œuvres les plus célèbres avec Le Procès. Cette longue nouvelle décrit la métamorphose et les mésaventures de Gregor Samsa, un représentant de commerce qui se réveille un matin transformé en un « monstrueux insecte ». À partir de cette situation absurde, l'auteur présente une critique sociale, aux multiples lectures possibles, en mêlant thématiques économiques et sociétales et questionnements sur l'individu, le déclassement, la dépendance, la solidarité familiale, la solitude et la mort. Le lecteur prend progressivement conscience que la métamorphose décrite dans l'histoire n'est pas seulement celle de Gregor Samsa mais aussi celle de ses proches.

## Genèse et publication
L'histoire est conçue par Franz Kafka un dimanche matin, le 17 novembre 1912, alors que le jeune homme de vingt-neuf ans fait la grasse matinée au domicile de ses parents, la maison dite « Le bateau », à Prague. La veille, et jusque tard dans la nuit, il a travaillé à son roman Le Disparu, commencé en début d'année, et s'est couché avec le sentiment de l'avoir dégradé plutôt que fait progresser. De Felice Bauer, jeune femme qu'il a rencontrée le 13 août et à qui il écrit depuis le 20 septembre, il attend en outre une lettre qui ne vient pas, ce qui le décide à ne pas quitter sa couche tant qu'elle ne sera pas arrivée. Le courrier est finalement délivré vers midi et Kafka répond à sa correspondante le dimanche soir. À la fin de sa missive, il assure : « Aujourd'hui je vais transcrire une petite histoire, qui m'est venue à l'esprit alors que j'étais au lit en pleine détresse et qui m'obsède au plus profond de moi-même ». Il s'agit de La Métamorphose et, comme son auteur, son protagoniste a, dans les premières pages de la nouvelle, une incroyable difficulté à s'extraire de son lit.
Entamée le même soir, la composition du texte prend plus de temps que prévu à Kafka, qui a rédigé d'une traite Le Verdict dans la nuit du 22 au 23 septembre 1912. Installé dans sa chambre, qui comme celle de son héros compte trois portes, il n'achève sa nouvelle qu'au bout de plusieurs semaines.
Le texte a d'abord été publié en octobre 1915 à Leipzig dans le numéro d'octobre de la revue Die Weißen Blätter (de) dirigée par René Schickele. En décembre 1915, la première édition a été publiée sous forme de livre dans la collection Der jüngste Tag (« Le Jugement dernier »), chez Kurt Wolff Verlag, Leipzig (la couverture originale indique « 1916 »).

## Résumé

### Première partie
Un matin, Gregor Samsa, jeune voyageur de commerce, tente de se lever pour aller au travail, mais il se rend compte que, durant la nuit, il s'est métamorphosé en « un monstrueux insecte ». Terriblement en retard (il est 6 heures 45, alors qu’il se lève normalement à 4 heures pour prendre son train à 5 heures), il tente cependant de commencer les activités d'une journée normale, mais, couché sur le dos, ne parvient pas à sortir de son lit.
Sa famille (sa mère, son père et sa jeune sœur Grete) vient s’enquérir de son état. Gregor qui a verrouillé les trois portes d’accès à sa chambre tente de les rassurer. Aucun ne remarque la singularité de sa voix.
Le fondé de pouvoir de son employeur arrive alors pour s'enquérir de la raison du retard insolite de Gregor. Après de longs et pénibles efforts, Gregor, dont la voix indistincte, « une voix de bête », commence à le trahir, réussit à ouvrir sa porte et à passer la tête dans l'entrebâillement. Le fondé de pouvoir, qui s'impatientait de ne pas recevoir d'explications et qui avait commencé à l’accabler de reproches quant à son manque de rendement, s'enfuit, saisi d'horreur. La famille de Gregor reste interdite, la mère s’évanouit. Nul ne comprend que Gregor, malgré son apparence, comprend et pense encore comme un humain. Fou de rage, le père s’empare de la canne oubliée par le fondé de pouvoir et chasse violemment Gregor dans sa chambre.

### Deuxième partie
Sa famille l'enferme, de peur qu'on ne sache qu'ils hébergent un tel monstre dans leur logis. Son père le prend en haine. Sa mère voudrait encore en avoir pitié mais s'évanouit lorsqu'elle le voit. Surmontant son dégoût, sa sœur Grete vient le nourrir chaque jour et nettoyer sa chambre. Gregor se cache alors pour qu'elle ne puisse le voir, pour ne pas la faire souffrir. Mais il aurait souhaité au contraire se montrer pour recevoir un peu d'amour. Un soir, Gregor sort de sa chambre, son père fou de rage essaye de le tuer mais n'y arrive pas et le blesse seulement.

### Troisième partie
Personne ne vient le soigner, sa blessure s'infecte. Comme Gregor ne peut plus travailler pour subvenir aux besoins de la famille, tous les membres de la famille travaillent, le père en tant que banquier, sa sœur en tant que vendeuse et sa mère devient couturière. Une partie de l'appartement est également louée à trois locataires. En dépit de son invalidité, sa famille a fini par le tolérer. Un soir cependant, Gregor sort de sa chambre, attiré par la musique que sa sœur joue au violon ; malheureusement, les locataires le voient et décident de s'en aller aussitôt et sans payer. Face à cette situation sans avenir, la sœur en larmes propose de se débarrasser de l'insecte. Tous sont d'accord, car ils pensent avoir fait tout ce qu'ils pouvaient. Mais Gregor, désespéré, qui ne se nourrit plus depuis quelques jours, est retrouvé mort desséché le lendemain matin par la femme de ménage. À peine attristée, surtout soulagée, la famille se réjouit de pouvoir prendre un nouveau départ, et sort enfin de l'appartement pour une promenade en banlieue. Les parents remarquent que Grete s'est épanouie et qu’il est temps de la marier.

## Analyse
Claude David relève que La Métamorphose a donné lieu à une multitude d'interprétations et signale que Stanley Corngold (The Commentator's Despair en 1973), par exemple, en dénombre déjà cent vingt-huit, un recensement qu'il estime probablement incomplet.
Les plus évidentes évoquent le traitement social d'individus différents. D'autres abordent la solitude et le désespoir qu'engendre une mise à l'écart.
Ce texte est l'aboutissement d'une réflexion entamée dans la Lettre au père, réquisitoire adressé à son géniteur à propos de leur relation paradoxale, qui mêlait mépris et admiration, bons et mauvais sentiments, répulsion et attirance. Selon toute hypothèse, l'auteur s'apparenterait donc à Gregor, en conflit permanent avec son père du fait de leurs différences.
La métamorphose principale décrite dans ce récit n'est pas tant celle de Gregor. Sa transformation en insecte est réalisée dès les premières lignes de l'histoire, sans être expliquée. À l'inverse, elle entraîne la métamorphose du reste de la famille Samsa, au fur et à mesure de la dégradation de la condition de Gregor. Ainsi, le père, à l'origine faible et somnolent, devient vigoureux, tandis que la sœur, affectueuse et casanière, se prend ensuite en main et précipite finalement le rejet de Gregor.

### La lecture de Nabokov
Vladimir Nabokov donne une lecture très personnelle de La Métamorphose. Pour Nabokov, Kafka est le plus grand écrivain de langue allemande de l'époque. « Comparé à lui, des poètes tels que Rilke ou des romanciers tels que Thomas Mann font figure de nains, ou de saints de plâtre. » Nabokov considère d'ailleurs La Métamorphose comme « sa plus grande nouvelle ».
Dans son analyse, Nabokov commence par récuser catégoriquement la vision de Max Brod, « selon lequel la seule catégorie que l’on puisse appliquer à l’intelligence des textes de Kafka est celle de la sainteté, non celle de la littérature. » Il récuse également, et encore plus violemment, le point de vue « freudien », basé sur les relations complexes de Kafka avec son père et son sentiment de culpabilité : 

« La punaise disent-ils, est apte à représenter son sentiment d’être une quantité négligeable aux yeux de son père. Notre sujet peut bien avoir quelque chose avec les hannetons, il n’en a aucun avec ces âneries, et je rejette totalement cette absurdité. Kafka lui-même était extrêmement critique à l'égard des idées freudiennes Il considérait la psychanalyse comme (je cite) « erreur sans recours », et il considérait les théories de Freud comme des illustrations très approximatives, très grossières, qui ne rendaient pas justice aux détails, ni, ce qui est pire encore, à l'essence du sujet. Cela me semble une raison supplémentaire pour éliminer l'approche freudienne et se concentrer, plutôt, sur la puissance de l'art. »

— Vladimir Nabokov, Littératures I.
Il voit Gustave Flaubert comme le véritable modèle de Kafka. Dans le résumé qu'il donne de la nouvelle, Nabokov décrit les parents de Gregor Samsa, comme des petits bourgeois de Prague, « des philistins flaubertiens, des gens de goûts vulgaires et qui ne s’intéressent qu’au côté matériel de la vie. » Pour Nabokov, « La famille Samsa autour de l’insecte fantastique n’est rien d’autre que la médiocrité entourant le génie. »
Nabokov présente ensuite une analyse détaillée de la structure de la nouvelle, qu’il voit divisée en trois parties : la première de sept scènes (ou segments), la deuxième et la troisième de 10 scènes chacune.

## Adaptations

### Cinéma et télévision
- 1978 : La Métamorphose de M. Samsa, film réalisé par Caroline Leaf
- 1983 : La Métamorphose, téléfilm réalisé par Jean-Daniel Verhaeghe
- 1993 : The Metamorphosis of Franz Kafka, film réalisé par Carlos Atanes
- 2001 : La Métamorphose (Prevrashchenie), film réalisé par Valeri Fokine
- 2015 : Métamorphose, film d'animation réalisé par Frédéric Even et Louise Mercadier
- 2023 : Coléoptère, une libre adaptation de La Métamorphose, court-métrage réalisé par Martin Gouzou

### Mangas, BD et autres livres
- Le manga Tokyo Ghoul fait plusieurs références à La Métamorphose, et cela dès le premier tome[10].
- Le Garçon scarabée, album jeunesse, David Lawrence (auteur), Delphine Durand (illustration), Gallimard jeunesse, novembre 1999  (ISBN 20-705-2840-5). Ici, c'est un petit garçon qui subit la transformation en scarabée. Son entourage toutefois fait preuve de compréhension et le soutient. La situation est résolue par une métamorphose inverse spontanée le matin suivant[11].
- La BD La Métamorphose (scénario : Éric Corbeyran ; dessin : Horne Perreard), parue en mars 2009 aux éditions Delcourt dans la collection Ex-Libris (ISBN 978-2756013305), est une adaptation fidèle du roman de Franz Kafka[12],[13].
- La nouvelle est adaptée en manga par Bargain Sakuraichi le 12 août 2009[14] mais prend le point de vue du père de Gregor (éditions Akata[15]).
- Le personnage de Gregor Samsa apparaît dans La Brigade chimérique (2009-2010) de Serge Lehman, Fabrice Colin et Gess.
- La métamorphose est envisagée comme métaphore de l'adolescence dans le roman d'Amélie Nothomb Les Aérostats (2020).
- Dans sa nouvelle Samsa amoureux publiée dans le recueil Des hommes sans femmes, l'écrivain japonais Haruki Murakami fait explicitement référence au texte de Kafka.
- Dans le jeu Limbus Company, le personnage de Gregor Samsa est un ancien combattant, ayant un bras ressemblant à celui d'un insecte, nommé "Ungeziefer".

## Opéra
Un opéra de Michaël Levinas a proposé plusieurs versions d'adaptation de la métamorphose.